# バリー (企業)
バリー（Barrie）は、スコットランドの企業である。高級カシミア製品の製造を専門とする。1903年にスコットランドのボーダーズで創設され、2012年にはシャネルに買収された。ブランド名は、2014年に発表された。

## 歴史
1903年、ウォルター・バリーとロバート・カーセルは、高品質のストッキングを製造する専門工場を開設した。エジンバラから85km離れた、スコットランド・ボーダーズの小さな町に拠点を置き、やがてカーディガンやセーターの製造にまで広げていった。1920年代にガブリエル・シャネルがデザインした有名なバイカラーのモデルは、バリーで編まれるようになった。1962年、バリー・ニットウェア株式会社に改名され、1975年にはバーンフットに、カシミア製品用の特別に建設した新しい工場へ移転した。シャネルのような著名デザイナーなどにプロデュースを始めたバリーは、今もまだ同じ場所で製造を続けている。
2012年10月、バリー・ニットウエア株式会社は、シャネルに買収される。シャネルのアクティビティー・モードの代表であるブリュノ・パヴロブスキは、次のように強調している。「この会社は、（シャネルと）25年以上も協働している。この買収により、我々は、伝統的な専門知識とノウハウへの責任を再確認している。」バリーは、2014－2015年秋冬シーズンで、最初のコレクションを発表した。パリの制作スタジオでデザインされたそれぞれのコレクションは、その後スコットランドのホーイックで製作される。セーター、コート、ポンチョ、スカート、ワンピース、ジョギングパンツ、ニット帽、ミトンで構成されたバリーのコレクションは、クリエイティブでモダンなことから、ジャーナリストや顧客からあっという間に認められることとなった。
2014年、バリーはパリに最初の店舗をオープンし、続いて2店舗目をロンドンにオープンした。今日、22か国に店舗を展開している。フランスでは、パリ、カンヌ、サントロペ、ニース、ビアリッツ、アヴィニヨン、ボルドー、クールシュヴェル、ムジェーヴ]あり、ヨーロッパでは、ドイツ、オーストリア、ベルギー、キプロス、スペイン、ギリシャ、イタリア、モナコ、ポルトガル、イギリス、スイスにある。 アジアでは、日本、中国、香港、韓国、台湾である。バリーのコレクションは、ロシア、米国、アラブ首長国連邦でも販売されている。

## スコットランドの伝統
17世紀と18世紀のスコットランド諸島でのニット産業は重要で盛んであった。 家族はセーター、靴下、付属品の製作に全力を注いでいた。 羊毛の中にある天然油は、漁師が漁に出る時に極めて重要な防備になった。 この仕事は、4機の織機が登場した1771年に工業化された。 1845年には、スコットランドの2,605機の織機のうち2,000機以上が、ボーダーズで導入された。ホーイックだけでも、その半分が数えられた。同社はシャネルによる買収後、ハイテク製造機器を投入している。 2012年から2016年間には、バリーの従業員数は、176人から230人に増加した。

## バリーのカシミア
長さと直径を最適化しブレンドされた原毛を、スコットランドでスピンしたバリーのカシミアは、メゾンが独占的に開発したカラーマッチングの高度な技術によって、染色され、色合いが調整されている。

## 職人のノウハウと高度技術
製造には、高度なデジタル設計システムを搭載した自動機械を投入し、設備に関しては、非常に高度な技術に支えられている。 技術的なノウハウだけでなく、手作業でも、高度技術を有する職人によって、かなりの作業が手作業で行われている。最も洗練されたモチーフは、日本の島精機の編み機hima Seikiへ転送される前に、コンピュータ言語に翻訳されるが、プログラミングに1週間かかる。 これらの最先端技術の機械の一方で、伝統的なベントレーコットン編み機械は、単色の作品を製造するのに適している。 こうした機械の均一でむらのない針により、染色した最高品質のカシミア製作することが可能となる。いかなるモチーフであっても、各々の服は、「完全加工」の手順に従って製作される。 後者の服は、モデルのサイズやカットに応じて、服のすべてのパーツを1つの平面として編み、加工する。裁断・縫製で織られた服とは逆である。 1着の服を編んだり縫い合わせしたりするには、40回の作業が必要になるが、そのほとんどは手作業で行われるため、時間とノウハウが要求される。編んだ後、服の各パーツは、工場の脇を流れるテイヴィ川の水で洗われる。 水の純度は驚くほど高く、この水がカシミア繊維を開き、それによって並外れた柔らかさになる。 この工程は極めて重要で、スコットランドの職人のすべての専門技術がそこに凝縮している。繊維に触れることができる職人のみが、洗濯の正確な時間を調整することができる。 長すぎると毛玉ができ、短すぎるとカシミアの網目が粗くなる。
乾燥後、服には蒸気アイロンがかけられる。この工程では、服がまっすぐ正確に裁断されているかどうか確認することができる。手で縫い込まれたポケットやボタンのような、異なるパーツの縫い合わせと同様に、手でネックラインのカッティングを行うこともできる。 2回目の検査は、6つの確認ポイントを含んだ最終チェックに続く2回目のアイロンがけの前に行われる。 

## バリーのブランド
2014年に開始されて以来、パリのスタジオで年間4回発表されるコレクションがデザインされている。クロッキーは、スコットランドの工場に送付され、それぞれの服のモチーフやサイズに応じて、編み機にプログラムされる。
バリーが提案するワードローブには、セーター、カーディガン、スカート、ワンピース、パンツ、コート、Tシャツ、ニット帽、手袋など、全て揃っている。洗練された美しさとモダンさが、コレクションのスタイルを特徴付けている。 色、ボリューム、モチーフやディティールが、ブランドとして非常に特徴的な気品を与えている。スコットランドの国章にあるアザミの図柄が3Dテクニックで編まれ、袖などに付けられている。この最先端の3Dのテクニックは、あらゆる大胆な表現を可能にした。同系色または色のコントラストなどシンプルなニットにも、より洗練された奥行きや立体感を出している。 
シャネルの古くからの取引きのあるサプライヤーのデリュ（Desrues）社、権威ある職人ブランドから供給されるボタンは、手で絵付けをしたり塗ったりした同系色の磁器に、メゾンのロゴが施されている。

## 継承
バリー・トレーニング・スクールは、2012年に開校し、製造業で働くために必要な専門技術を若者に伝授している。
養成期間は、18ヶ月または2年で、こうした訓練により、伝統的なノウハウと最新技術を組み合わせた唯一の伝承を存続させることが可能となっている。  

## 協同事業
2015年にイエールで開催された第30回イエール国際モード＆写真フェスティバルで、若手ギリシャの写真家エヴァンジュリア・クラ二オティが、シャネルのイメージ担当ディレクターであるエリック・プリュンデールが主宰する特別審査員賞を受賞した。
彼女は、カシミアを製造する職人の情熱と国の魅力に取りつかれ、彼女による壮大なフィルムの中で、職人を不朽にした。

## セレブリティ
最初の2014－2015年秋冬コレクションのために、メゾンは、リリー・コリンズを選んだ。その後、多くの有名人が、バリーの作品を愛した。そうした中には、女優のクリステン・スチュワート、セレナ・ゴメス、サラ・ガドン、キルスティン・ダンスト、ブレイク・ライヴリー、グウィネス・パルトローが名を連ね、ソフィア・サンチェス、ベテック、オードリー・マルネイ、ダフネ・ビュルキーなどもいる。